# Nowa Głuszyca
Nowa Głuszyca (niem. Neu Wüstegiersdorf) – przysiółek wsi Bartnica w Polsce, położony w województwie dolnośląskim, w powiecie kłodzkim, w gminie Nowa Ruda.

## Położenie
Nowa Głuszyca położona jest w Sudetach Środkowych na granicy Gór Suchych i Wzgórz Wyrębińskich, na wysokości około 580–600 m n.p.m.

## Podział administracyjny
W latach 1975–1998 przysiółek administracyjnie należał do województwa wałbrzyskiego.

## Historia
Nowa Głuszyca powstała na przełomie XVII i XVIII wieku, jako kolonia Głuszycy Górnej. W 1787 roku była tu szkoła i mieszkało 16 chałupników. W 1816 roku były tu 22 domy, a więc miejscowość rozwijała się bardzo wolno. W 1825 było tu wolne sołectwo i 23 domy, a w roku 1840 we wsi funkcjonowało 27 bawełnianych krosien i było 5 innych rzemieślników. Od połowy XIX wieku rozpoczął się powolny proces wyludniania miejscowości, który wiązał się z upadkiem tkactwa chałupniczego oraz z niedoborem gruntów uprawnych. Po 1945 roku z dawnej wsi pozostało zaledwie kilka domów, do których dołączono równie wyludniony osadę Złote Wody.